# Ariel Hukporti
Ariel Washington Hukporti (Stralsund, 12 de abril de 2002) es un baloncestista, con nacionalidad alemana y togolesa, que pertenece a la plantilla de los New York Knicks de la NBA. Con 2,11 metros de estatura, juega en la posición de pívot.

## Trayectoria deportiva

### Primeros años
Comenzó a jugar a baloncesto a los 9 años, debido a que a esa edad ya medía 1,80 metros de estatura. Jugó en la Jugend Basketball Bundesliga, la liga alemana sub-16, con el USC Freiburg. Tras una temporada, recibió ofertas de clubes de renombre, entre ellos el Bayern de Múnich y el Brose Bamberg, y decidió continuar su carrera en el Riesen Ludwigsburg y su equipo juvenil, el Porsche BBA Ludwigsburg.
En 2018, en el Adidas Next Generation Tournament celebrado en Valencia, Hukporti promedió 18 puntos, 15,2 rebotes y 2,5 robos por partido para el Porsche Ludwigsburg U18, al tiempo que lideró el evento en tapones (1,8 por partido) y valoración (26,7). Ayudó a su equipo a alcanzar el cuarto lugar y fue nombrado miembro del equipo ideal del torneo.

### Profesional

#### Riesen Ludwigsburg (2018-2020)
El 12 de diciembre de 2018 hizo su debut profesional con el Riesen Ludwigsburg, anotando cuatro puntos en un minuto en una derrota por 88-76 ante el Banvit en la Basketball Champions League. El 13 de enero de 2019 debutó en la Basketball Bundesliga de contra el medi Bayreuth. La temporada 2019-2020 acabó promediando 3,0 puntos y 2,3 rebotes en poco más de 7 minutos por partido.

#### Nevėžis Kėdainiai (2020-2021)
El 3 de julio de 2020 fichó por el Nevėžis Kėdainiai de la liga lituana (LKL). Jugó una temporada en la que promedió 10,4 puntos y 7,4 rebotes por partido.

#### Melbourne United (2021-2024)
El 28 de julio de 2021 fichó por el Melbourne United de la NBL australiana, dentro del programa Next Stars de jóvenes promesas. En su promera temporada promedió 6,7 puntos y 4,9 rebotes por partido.
Durante la pretemporada de 2022 se rompió el tendón de Aquiles y fue descartado para toda la temporada 2022-23 de la NBL. regresó la temporada siguiente, en la que acabó promediando 7,9 puntos y 7,1 rebotes por encuentro.

#### Regreso al Riesen Ludwigsburg (2024)
El 1 de abril de 2024 firmó con el Riesen Ludwigsburg hasta el final de la temporada 2023-24 de la Basketball Bundesliga.

#### NBA (2024-presente)
El 27 de junio fue elegido en la quincuagésimo octava posición del Draft de la NBA de 2024 por los Dallas Mavericks, sin embargo fue traspasado esa misma noche a los New York Knicks a cambio de los derechos sobre Melvin Ajinça. El 9 de julio firmó un contrato dual con los Knicks. Debutó en la NBA el 22 de octubre ante Boston Celtics, y el 4 de noviembre firmó contrato estándar con los Knicks.

## Estadísticas de su carrera en la NBA

### Temporada regular
| Año     | Equipo   | PJ | PT | MPP | %TC  | %3P | %TL  | RPP | APP | ROB | TPP | PPP |
| ------- | -------- | -- | -- | --- | ---- | --- | ---- | --- | --- | --- | --- | --- |
| 2024-25 | New York | 25 | 1  | 8.7 | .677 | –   | .462 | 2.0 | .4  | .0  | .6  | 1.9 |
| Total   | Total    | 25 | 1  | 8.7 | .677 | –   | .462 | 2.0 | .4  | .0  | .6  | 1.9 |

### Playoffs
| Año   | Equipo   | PJ | PT | MPP | %TC   | %3P | %TL  | RPP | APP | ROB | TPP | PPP |
| ----- | -------- | -- | -- | --- | ----- | --- | ---- | --- | --- | --- | --- | --- |
| 2025  | New York | 3  | 0  | 1.7 | 1.000 | –   | .000 | .7  | .0  | .0  | .0  | 1.3 |
| Total | Total    | 3  | 0  | 1.7 | 1.000 | –   | .000 | .7  | .0  | .0  | .0  | 1.3 |